# Боков, Алексей Анатольевич
Алексей Анатольевич Боков (род. 23 февраля 1974 года, Ташкент, Узбекская ССР, СССР) — российский продюсер, сценарист, основатель продюсерского агентства «Bokovfactory» и Школы событийного продюсирования, продюсер документальных проектов онлайн-кинотеатра Start.

## Биография
Родился 23 февраля 1974 года в Ташкенте в семье военного. В 1985 году вместе с родителями переехал в Санкт-Петербург, где и закончил среднюю школу.
В 1991 году отправился учиться на маркетолога в США. Там же изучал основы маркетинга в современном искусстве и теорию балета. В 1994 году вернулся в Россию и устроился на работу в компанию Carlson Marketing Group, которая на тот момент занималась организацией «Игр доброй воли» в Санкт-Петербурге. После этого работал в международной компании, которая проводила корпоративные бизнес-конференции.
В 1996 году в партнерстве с совладельцем туристического холдинга Baltic Travel Людмилой Кудрявцевой открыл свое первое маркетинговое агентство.

## Продюсерская деятельность
В 1997 году продал свою долю в бизнесе и переехал в Москву, где начал работать на телевидении. Вместе с журналистом и телеведущим Сергеем Шолоховым создал студию «Тихий дом» для одноимённой программы, которая после ухода Шолохова с ВГТРК стала выходить на «Первом канале» (тогда — ОРТ).
В 1999 году он ушёл с телевидения и создал продюсерское агентство «Bokovfactory», которое стало заниматься организацией частных и публичных мероприятий.
В марте 2000 года провёл бал «Hollywood 30-е годы», статья о котором появилась на страницах июньского номера журнала Vogue Russia. Тогда же в Музее архитектуры имени Щусева организовал проект «Вопреки» при участии телеведущей Арины Шараповой.
В 2001 году получил «Серебряный венок» в номинации «Арт-продюсер года» на втором международном фестивале «Мода и стиль в фотографии».
В 2004 году участвовал в запуске церемонии «Человек года» GQ. Продюсировал премию «Женщина года Glamour».
В 2006 году Боков стал продюсером всероссийского конкурса в области современного искусства «Инновация».
В 2013 году совместно с балериной Дианой Вишнёвой участвовал в запуске Фестиваля современной хореографии Context.
В 2016 году спродюсировал фестиваль «Заповедник» в Псковской области, посвящённый писателю Сергею Довлатову.

## Образовательные проекты
В 2007 году открыл «Школу событийного продюсирования».
В 2013 году занял пост вице-президента Академии журналистики ИД «Коммерсантъ». В этом же году стал генеральным директором журнала «Русский пионер», над которым работал вместе с журналистом Андреем Колесниковым.
В 2014 году окончив Executive MBA в Московской школе управления «Сколково», провёл ярмарку проектов выпускников — Alumni Skolkovo Fair. А в 2016 году к юбилею Школы запустил арт-проект «От эскиза на бумаге до космолета», в рамках которого были организованы фото-выставки сразу на нескольких площадках Москвы — в ГУМе, Кампусе бизнес-школы «Сколково» и в ММОМА.

## Работа в кино
В 2009 году принял участие в работе над фильмом «Весельчаки» вместе с режиссёром Феликсом Михайловым.
В 2013 году Боков стал генеральным продюсером международного кинофестиваля им. Андрея Тарковского «Зеркало».
В августе 2018 года Боков создал кинофестиваль на Патриарших прудах Patriki Film Festival, который рассказал о «киноистории района» и «кинематографичной судьбе» его жителей.
С 2021 года стал заниматься развитием рекламного направления в группе компаний онлайн-кинотеатра Start. В том же году получил награду «ТЭФИ-Мультимедиа» в номинации «Документальный фильм. Диджитал СМИ» за фильм «Крепость. История российского кризиса».
В октябре 2024 года возглавил документальное направление онлайн-кинотеатра Start.

## Фильмография

### Продюсер
- 2009 — Весельчаки
- 2021 — Крепость: история российского кризиса
- 2022 — Внутренняя кухня. Эволюция
- 2022 — История финансов России
- 2022 — Назад к деревне. Ферма 2.0
- 2022 — Сам себе инвестор
- 2023 — 30 лет добра[32]
- 2023 — Мама, короче говоря, пора жить как раньше
- 2023 — 37 тысяч причин для счастья[33]
- 2023 — Архитектор: История Алексея Германа и его фильмов
- 2023 — Aidan.doc
- 2023 — Кибер. Про
- 2023 — Российский хоккей. Сила внутри
- 2024 — Фиджитал. Игры будущего
- 2024 — Хоккей мне снится
- 2024 — Это все ваши?
- 2024 — Считать ради людей